# スティーブ・シャーリー (実業家)
スティーブ・シャーリー(Steve Shirley)ことヴェラ・ステファニー・シャーリー（Dame Vera Stephanie Shirley CH DBE  FREng FBCS、1933年9月16日 - 2025年8月9日）は、イギリスの情報技術の先駆者であり、実業家、慈善家である。

## 若年期
彼女は1933年9月16日にドイツ・ドルトムントでヴェラ・ブフタール(Vera Buchthal)として生まれた。父はユダヤ人で、ナチス政権によって職を失ったドルトムントの裁判官アルノルト・ブフタール、母はユダヤ人ではないウィーン出身の人物だった。1939年7月、彼女が5歳の時に、9歳の姉のレナーテとともにキンダートランスポートの難民としてイギリスに到着した。彼女は、ミッドランドの町、サットン・コールドフィールドに住む里親のもとに預けられた。その後、彼女は実の両親と再会したが、「実の両親との絆は全くなかった」と語っている。
修道院学校に通った後、彼女はウェールズとの国境近くにあるオズウェストリーに移り、オズウェストリー女子高校に通った。この学校では数学は教えられていなかったので、彼女は近くの男子校で数学の授業を受ける許可を得た。後に彼女は、キンダートランスポートと戦時中の経験を経て、「オズウェストリーでは、平穏な6年間を過ごすことができた」と回想している。

## キャリア
高校を卒業後、彼女は大学に行かないことにした（当時、女性が大学で学ぶことができる科学が植物学だけだったため）が、数学や技術を使う職を求めた。18歳のときにイギリスに帰化し、ステファニー・ブルック(Stephanie Brook)に改名した。
1950年代、彼女はドリスヒルの中央郵便本局研究所に勤務し、ゼロからコンピュータを作り、機械語でコードを書いていた。彼女は夜間授業を6年間受け、数学の優等学位を取得した。1959年、彼女はICT 1301を設計したComputer Developments Limited(CDL)社に移籍した。
1962年に物理学者のデレク・シャーリー(Derek Shirley)と結婚した。同年、彼女は6ポンドの資本金で、ソフトウェア会社のフリーランス・プログラマーズを設立した（後にFI、Xansaとなり、ステリアによって買収され、現在はソプラ・ステリアグループの一部となっている）。
これまでの職場で「撫でられたり、壁に押し付けられたり」といった性差別を経験した彼女は、扶養家族を持つ女性に仕事の機会を提供したいと考え、最初に採用した300人のうち男性は3人のプログラマだけで、それ以降も、1975年の性差別法によりそれが禁止されるまでは、主に女性を雇用していた。また、男性優位のビジネスの世界では、手紙に本名で署名をしても返事が返って来ないため、ステファニーの男性形の「スティーブ」(Steve)という名前を使用した。彼女のチームのプロジェクトの中には、コンコルドのブラックボックス・フライトレコーダーのプログラミングもあった。
彼女はタンデムコンピューターズ、イギリス原子力公社（後のAEAテクノロジー）、ジョン・ルイス・パートナーシップで独立非常勤取締役を務めていた。
1993年に60歳で引退し、それ以降は慈善活動に専念している。
2025年8月9日死去。91歳没。

## 栄誉
1980年に、産業界への貢献が評価されて大英帝国勲章オフィサー(OBE)に、2000年に情報技術への貢献が評価されて大英帝国勲章デイム・コマンダー(DBE)に叙された。また、IT産業と慈善活動への貢献により、2017年にコンパニオン・オブ・オナー勲章(CH)のメンバーに選出された。
1987年、ロンドン市から名誉市民権が贈られた。1989年から1990年まで英国コンピュータ協会の会長を務めた。1985年、情報技術認識賞(Recognition of Information Technology Award)を受賞した。1999年にはマウントバッテン賞を受賞した。2001年に王立工学アカデミーとバークベック・カレッジのフェローに任命された。
彼女は、自身の財産の大部分を慈善事業に寄付している。寄付した財産は、シャーリー財団を通じて、情報技術者名誉組合や、オックスフォード大学の一部であるオックスフォード・インターネット研究所などに贈られている。
彼女の亡き息子ジャイルズ(1963-1998)が自閉症だったことから、彼女はイギリス自閉症協会の設立メンバーとなった。彼女は、サイモン・バロン＝コーエンが率いる自閉症研究センターなど、自閉症の研究に資金を提供している。2003年には、自閉症対策への貢献と、公共の利益のために情報技術を活用する先駆的な活動が評価され、ビーコン・フェローシップ賞を受賞した。
1991年に、彼女はバッキンガム大学から名誉博士号を授与され、それ以来、ケンブリッジ大学や1994年にはソレント大学からも名誉博士号を授与されている。
2013年2月、BBCラジオ4の番組『ウーマンズアワー』で、「イギリスで最もパワフルな女性100人」の中の1人と評価された。2014年1月、サイエンスカウンシルは彼女をイギリスの「実践的科学者トップ100」の1人に選出した。2018年にはコンピュータ歴史博物館のフェローに選出（コンピュータの殿堂入り）された。同年、「イギリスの工学と技術への恒久的な貢献」に対して、女性では初めてとなる勅許マネジメント協会の生涯業績賞を受賞した。

## 慈善活動
イギリスに拠点を置くシャーリー財団は、1986年にシャーリーの多額の寄付により慈善信託基金として設立された。現在の使命は、特に医学研究に重点を置いた自閉症スペクトラム障害の分野で戦略的な影響力を持つ先駆的なプロジェクトの促進と支援である。この基金は、助成金や融資を通じて次のような多くのプロジェクトを支援してきた。
- 自閉症スペクトラム症の人たちが充実した活動的な生活を送れるように支援するAutism at Kingwood
- 70人の自閉症の生徒が通うレジデンススクールと20人の自閉症の生徒が通うヤングアダルトセンターのあるピアーズ・コート(Prior's Court)
- 33か国から165,000人が参加した最初のオンライン自閉症会議であるAutism99。彼女は世界中の会議にリモートで参加し、自閉症スペクトラム障害を持つ人々やその親、介護者と頻繁に接触している[31]。

彼女の息子ジャイルズは自閉症で、35歳のときにてんかん発作により死亡した。
2009年5月から2010年5月まで、政府から任命されて英国慈善大使を務めた。
2012年、彼女はエリザベス・フリンク、マギー・ハンブリング、トーマス・ヘザーウィック、ジョセフ・ハーマン、ジョン・パイパーの作品を含む自身の美術品コレクションを全て、ピアーズ・コートと慈善団体の「ペインティング・イン・ホスピタルズ」に寄付した。
2013年、BBCラジオ2の番組「グッドモーニング・サンデー」に出演し、自身の財産のうち6700万ポンド以上を様々なプロジェクトに寄付した理由について語った。2012年の回顧録Let IT Goでは、彼女は「私は私の個人的な歴史のためにそれを行う。私は私の人生が救われたという事実を正当化する必要がある。」と書いている。

## 著書
- Let IT Go（2012年）ISBN 978-0241395493 - 回顧録。映画化の予定がある。
- My Family in Exile（2015年）ISBN 978 0 85457 244 1